# Жуана
Жуа́на (порт. Joana; МФА: [ʒu.ˈɐ.nɐ]) — жіноче особове ім'я. Використовується переважно в країнах, що говорять португальською мовою (Португалія, Бразилія, Ангола тощо). Походить від єврейського імені Йоганнан (івр. יוֹחָנָה, Yôḥānnāh, «Бог милостивий»). Запозичене до португальської через латину (лат. Joanna, «Іоанна»). Аналог українського імені Іванна. Інші форми — Яна (в Україні, Польщі), Йоганна, Йоанна (в германомовних країнах), Жанна (у франкомовних країнах), Джоанна (в англомовних країнах), Хуана (в іспаномовних країнах), Джованна, Джанна (в Італії). Чоловіча форма — Жуан.

## Особи
- Жуана Португальська — португальська принцеса, католицька блаженна.
- Жуана Португальська (королева Кастилії)

## Зменшувальні форми
- Жуаніня, Жуанінья, Жуаніння (порт. Joaninha, МФА: [ʒu.ɐ.ˈni.ɲɐ][2])
- Жу (порт. Ju, МФА: [ˈʒu][3])
- Жо (порт. Jô, МФА: [ˈʒo][3])
- Жужу (порт. Juju, МФА: [ʒu.ˈʒu][4])
- Жана (порт. Jana, МФА: [ˈʒɐ.nɐ][5])
- Жужузіня, Жужузінья, Жужузіння (порт. Jojozinha, МФА: [ʒu.ʒu.ˈzi.ɲɐ][6])